# 52387 Huitzilopochtli
52387 Huitzilopochtli è un asteroide near-Earth. Scoperto nel 1993, presenta un'orbita caratterizzata da un semiasse maggiore pari a 1,2822646 UA e da un'eccentricità di 0,1897054, inclinata di 24,15063° rispetto all'eclittica.